# Abdullah Al-Mutairi
Abdullah Al-Mutairi,  né le 18 décembre 1981 à Koweït, est un entraîneur koweïtien. Il est actuellement sélectionneur de l'Afghanistan.

## Carrière d'entraîneur
Il commence sa carrière d’entraîneur en 2013, prenant en charge les équipes de jeunes (U13 à U15) de plusieurs clubs koweïtiens. En 2015, il devient le premier coach koweïtien à s'exporter à l'étranger lorsqu'il rejoint le Radwa Club en Arabie Saoudite. Après une saison convaincante, il ne donne pas suite aux propositions de renouvellement de contrat et rejoint le Qaryat Al Ulya Club malgré les offres de clubs plus huppés.
En juin 2017, après quelques mois sans club, il rejoint le Kirghizistan afin d'y entraîner l'équipe des moins de 13 ans. Le 11 août, il est nommé sélectionneur des moins de 17 ans en vue des qualifications au championnat d'Asie des moins de 16 ans 2018,. Malheureusement, l'équipe termine à la troisième place de son groupe derrière l'Iran et l'Afghanistan. Il rejoint ensuite l'équipe du Kirghizistan en tant qu'adjoint et obtient une qualification historique à la Coupe d'Asie 2019.
En janvier 2019, il reprend l'équipe réserve d'Al-Shahania SC avec qui il termine à la cinquième position de la Qatargas U23 League.
Après quasiment deux ans sans entraîner, il est nommé sélectionneur du Népal, le 4 avril 2021. Il dirige son premier match le 29 mai 2021 lors de la défaite 6-2 en amical contre l'Irak. Son premier succès survient lors du match suivant face à Taïwan dans le cadre du deuxième tour des éliminatoires de la Coupe du monde 2022 (2-0). L'équipe étant pratiquement éliminée lors de son arrivée, il ne parvient pas à obtenir mieux qu'une quatrième place dans un groupe assez relevé. En octobre 2021, il emmène le Népal en finale du championnat d'Asie du Sud (défaite 3-0 face à l'Inde), ce qui constitue la meilleure performance des népalais dans la compétition. À la suite de ce bon parcours, il prolonge son contrat de 3 ans malgré des tensions avec ses dirigeants. En juin 2022, se déroule la phase aller du troisième tour des éliminatoires de la Coupe d'Asie 2023. La sélection népalaise s'incline à trois reprises en autant de match. Au mois de septembre 2022, Abdullah Al-Mutairi annonce sa démission de son poste de sélectionneur.
Le 27 avril 2023, il est nommé sélectionneur de l'Afghanistan. Il est démis de ses fonctions en novembre de la même année.

## Palmarès

### Népal
- Championnat d'Asie du Sud
  - Finaliste : 2021